# Cmentarz ewangelicki w Kole

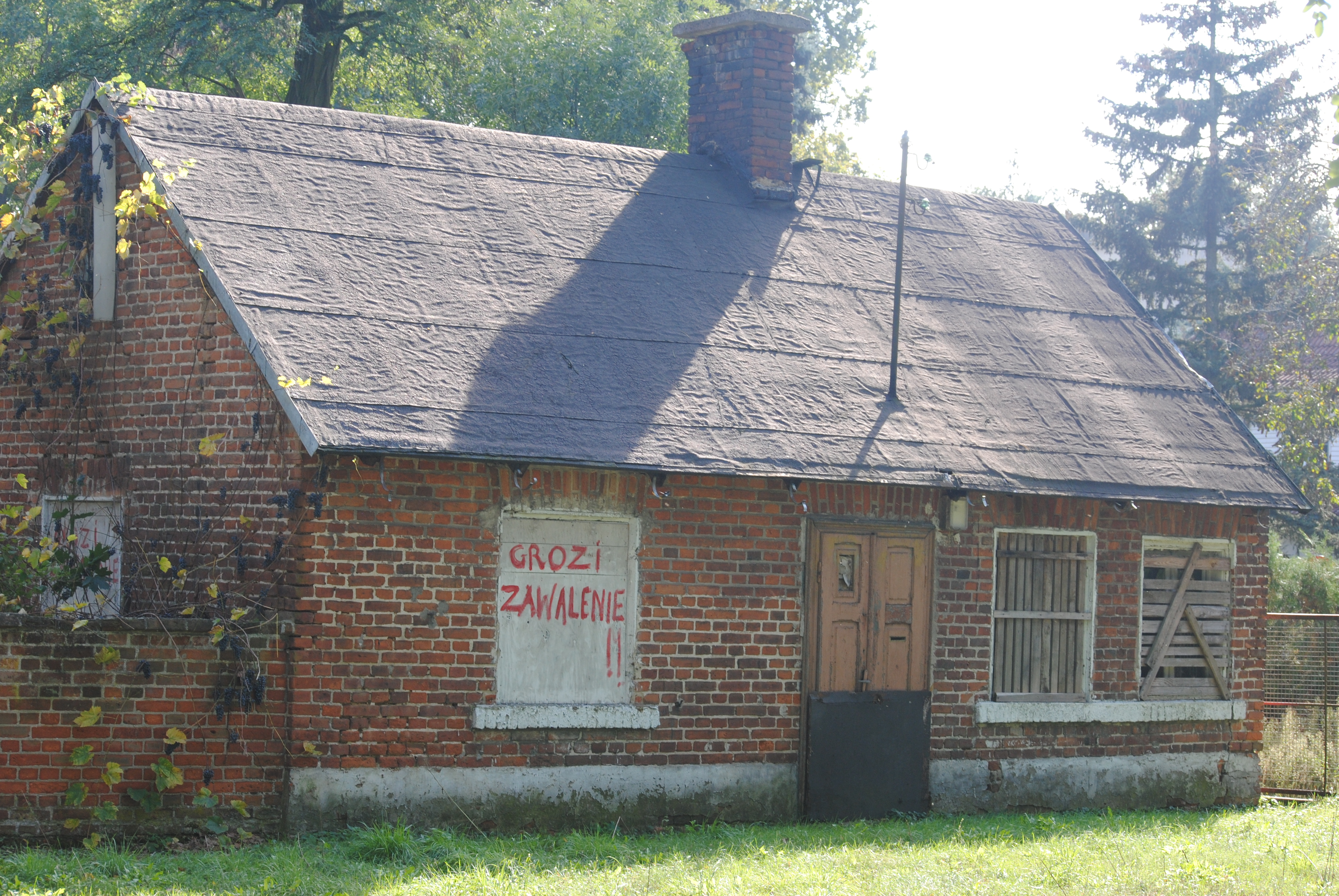
Dawny dom grabarza

Cmentarz ewangelicki w Kole – cmentarz ewangelicko-augsburski w Kole. Swoją historią sięga XIX wieku. 
Znajduje się między ulicami Poniatowskiego oraz Dąbrowskiego, na terenie osiedla Przedmieście Kaliskie. Administruje nim parafia ewangelicko-augsburska w Koninie.
23 listopada 1998 roku cmentarz został wpisany do rejestru zabytków.

## Historia
Pierwsze pochówki na tym cmentarzu odbyły się prawdopodobnie w pierwszej połowie XIX wieku. Najstarszy istniejący nagrobek pochodzi z 1881 roku i należy do Emanuela Gottfrida Hoffmana.
W maju 2011 roku na terenie cmentarza odnaleziono zbiorową mogiłę żołnierzy niemieckich, którzy zginęli podczas walk o Koło w styczniu 1945 roku. Szczątki zostały następnie ekshumowane przez Stowarzyszenie Pomost i przeniesione na cmentarz Miłostowo w Poznaniu.
We wrześniu 2016 roku na cmentarzu utworzono lapidarium oraz przeniesiono szczątki ekshumowane z cmentarza ewangelickiego w Szarłatowie.
Na cmentarzu chowani są także wierni innych wyznań.